# رافائيل إيفرز
رافائيل إيفرز (بالهولندية: Raphael Evers)‏ هو كاتب وحاخام هولندي، ولد في 8 مايو 1954 في أمستردام في هولندا.